# Terrance Quaites
Terrance Quaites (ur. 24 maja 1976) – amerykański piosenkarz (znany pod pseudonimem TQ).
Pochodzi ze stanu Alabama. Karierę muzyczną rozpoczynał na początku lat 90. XX w. z grupą Coming of Age. Po nagraniu dwóch albumów TQ zdecydował się na karierę solową.
W styczniu 1999 roku pojawił się jego pierwszy singel Westside, który dotarł do czwartego miejsca brytyjskiej i dwunastego amerykańskiej listy przebojów.

## Dyskografia
- They Never Saw Me Coming (1999)
- The Second Coming (2000)
- Listen (2004)
- Gemini (2007)
- Paradise (2008)